# ブリアナ・ギガンテ
ブリアナ・ギガンテ（1984年9月6日 - ）は、日本のユーチューバー、自称ショーガール・ポールダンサー。

## 略歴
自らをアメリカ合衆国・ニュージャージー州出身と名乗り、2020年にユーチューバーとしてデビューすると、たちまち人気をあつめる。『相席食堂』（朝日放送テレビ）に生出演した際、千鳥から「圧倒的な天才」とたたえられ、「小粒ちゃんメーク」やおっとりとした口調などで一躍大ブレークを果たす。